# Jairo Concha
Jairo Jair Concha Gonzales (ur. 27 maja 1999 w Limie) – peruwiański piłkarz występujący na pozycji ofensywnego lub środkowego pomocnika, reprezentant Peru, od 2024 roku zawodnik Universitario de Deportes.